# MC1R
Az MC1R vagy más néven a Melanocortin 1 receptor egy gén, mely a bőrszínért és hajszínért felelős.
Nem összetévesztendő a MRC-1 génnel ami a legutóbb felfedezett szuperbaktériumokban található meg.

## Jellemzése
"Szőke gén" - A melanocortin 1 receptor (MC1R) gént, amelyet mindenki hordoz, joggal nevezhetjük a "szőkeség génjének". Az emberek közötti pigmentációs eltérésekért döntően ennek a génnek az apró eltérései (polimorfizmusai) a felelősek. A fekete afrikaiak génjében az ősi génben nincsenek polimorfizmusok, így az ő MC1R fehérjemolekulájuk tökéletesen működik, termeli a bőrükben állandóan jelen lévő barna színű pigmentet. Az emberiség Afrikából történő elterjedése során az észak felé vándorló emberek genomjában az évezredek során egyre több, az MC1R gént érintő változás halmozódott fel, ami miatt a fehérjemolekula már nem funkcionált tökéletesen, a barna színű pigment nem tudott megtermelődni a bőrben, így kialakult az észak europaiakra jellemző világos bőr- és hajszín. A legtöbb erre irányuló következtetést a skandináv és az angolszász népek kutatásánál tudták levonni, akik halmozott mértékben hordozzák ezeket a polimorfizmusokat az MC1R génjükön.